# Pierino Sodano
Pietro Felice Sodano, comunemente chiamato Pierino (Gattinara, 27 luglio 1893 – Gattinara, 26 luglio 1968), è stato un calciatore italiano, di ruolo attaccante.

## Carriera
Fece il suo esordio con la Juventus il 4 ottobre 1914 contro la Valenzana in una vittoria per 9-0, dove segno anche due reti, mentre il suo ultimo incontro fu contro il Genoa il 10 gennaio 1915 in una sconfitta per 4-0. Nella sua unica stagione bianconera collezionò 9 presenze e 11 reti.
Durante la Grande Guerra milita nel Legnano, club con cui raggiunge il terzo posto nel girone finale della Coppa Lombardia 1917 e con cui vince la Coppa Mauro 1919.
Nel primo dopo guerra Sodano è sempre tra le file lilla e disputò con il club lombardo tra le varie partite l'incontro contro il Torino del 26 giugno 1921, spareggio valido per il raggiungimento delle semifinali del campionato nazionale della stagione 1920-1921, sospeso per lo sfinimento dei giocatori al minuto 158 sul punteggio di 1 a 1, dato che all'epoca erano previsti i tempi supplementari ad oltranza. L'incontro non venne ripetuto, cosa che causò l'eliminazione di entrambi i club, per volontà delle stesse società. Nel campionato 1919-20 di Prima Categoria ha disputato 17 partite e realizzato 9 reti, in quello successivo di Prima Categoria 1920-21 ha giocato con i lilla 22 partite e realizzato 8 reti, nel 1921-22 nel campionato di Prima Divisione Nord ha giocato 19 partite con una rete all'attivo.

## Statistiche

### Presenze e reti nei club
| Stagione        | Club            | Campionato      | Campionato | Campionato |
| Stagione        | Club            | Comp            | Pres       | Reti       |
| --------------- | --------------- | --------------- | ---------- | ---------- |
| 1914-1915       | Juventus        | Prima Categoria | 9          | 11         |
| Totale Juventus | Totale Juventus |                 | 9          | 11         |
| Totale carriera | Totale carriera |                 | 9          | 11         |